# 聖瑪利亞 (新塞哥維亞省)
聖瑪利亞（西班牙語：Santa María），是尼加拉瓜的城鎮，位於該國西北部，由新塞哥維亞省負責管轄，始建於1850年，面積158平方公里，海拔高度763米，2005年人口4,404，人口密度每平方公里27.87人。
13°45′N 86°43′W / 13.750°N 86.717°W